# Het teken van het beest
Het teken van het beest is een Nederlandse film uit 1980 van Pieter Verhoeff. Het verhaal is gebaseerd op ware gebeurtenissen rond IJje Wijkstra, die vier politieagenten vermoordde in de jaren twintig. Het script werd geschreven door Cherry Duyns en Anton Haakman, de internationale titel van de film is The Mark of the Beast. De film won in 1981 het Gouden Kalf voor de beste film. Marja Kok won een Gouden Kalf voor beste actrice.

## Verhaal
In 1928 heeft een man in het noorden van Nederland een affaire met de vrouw van een van zijn vrienden (die op dat moment in de gevangenis zat). Omdat ze haar kinderen achterlaat om bij hem in te trekken, wordt de politie gestuurd om haar te arresteren. Dit leidt tot een dramatische confrontatie.

## Rolverdeling
| Acteur                  | Personage           |
| ----------------------- | ------------------- |
| Gerard Thoolen          | IJje Wijkstra       |
| Joop Admiraal           | Dominee             |
| Caroline de Beus        | Vriendin            |
| Romke de Leeuw          | Boer Talsma         |
| Jopie Dijkstra          | vrouw van Friso     |
| José Dijkstra           | Hendrikje           |
| Peter Faber             | Dirk Tabak          |
| Janneke Geertsema       | Fokje Boon          |
| Huub Hansen             | Egbert Boon         |
| Klaas Hulst             | Werkman             |
| Hans Veerman            | Doting              |
| Flip Jansen             | Man in café         |
| Marja Kok               | Aaltje Botter       |
| Eric de Lange           | Friso               |
| Hans Man in 't Veld     | Dirk Wijkstra       |
| Wim de Meyer            | Aannemer            |
| Peter Tuinman           | Botter              |
| Elja Pelgrom            | Vriendin van IJje   |
| Tilly Perin-Bouwmeester | moeder Wijkstra     |
| Paul Stolk              | Kapper              |
| Broer Sipma             | Metselaar           |
| Joop Wittermans         | Ceremoniemeester    |
| Ilona van Wijk          | vrouw Dirk Dijkstra |
| Wim van den Brink       | van der Koren       |
| Han Smit                | Jan Hut             |